# Frans Balendong
Franciscus Joseph Maria Henricus (Frans) Balendong (Roermond, 16 september 1911 – Haarlem, 23 maart 1998) was een Nederlands glazenier en beeldhouwer.

## Leven en werk
Balendong was een zoon van beeldhouwer Jan Hubert Laurens Balendong (1859-1927) en diens tweede vrouw Maria Elisabeth Catharina Willems. Hij trouwde met Jo Kramer. Hij was een jongere halfbroer van de beeldhouwer Jan Balendong.
Balendong werd opgeleid door glazenier Joep Nicolas en volgde daarnaast in de avonduren een cursus beeldhouwen. Hij werkte vervolgens bij diverse kunstenaars in Duitsland en België. In 1929 vestigde hij zich in Haarlem, waar hij aanvankelijk in dienst was bij het glasatelier 'le Nobel'. Hij opende enkele jaren later een winkel in religieuze kunst begon en een eigen atelier. Balendong maakte glas-in-loodramen die veelal werden geplaatst in Noord- en Zuid-Holland, maar ook in Zuid-Afrika, Indonesië en op Aruba. Naast glazen maakte hij (klein) beeldhouwwerk en een aantal gevelreliëfs.
Balendong overleed op 86-jarige leeftijd.

## Werken (selectie)
- glas-in-loodramen (1935) voor het Alvernaklooster in Aerdenhout
- glas-in-loodramen (1936) voor de Sint-Remigiuskerk, Simpelveld
- glas-in-loodramen (1944) Laatste avondmaal en tevens diverse Bijbelse allegorieën in de kerk van Ruigoord.
- opalinemozaïek (1947) in het Provinciaal Ziekenhuis in Santpoort, aangeboden door Joodse onderduikers
- glas-in-loodraam met Thomas van Aquino (1949), Sacramentskapel van de Sint-Bavo, Haarlem
- glas-in-loodramen (1949-1955) en kruiswegstaties (1955-1960) voor de Sint-Pancratiuskerk in Castricum
- 14 kruiswegstaties (1951) voor de heilige Johannes de Doperkerk in Sluis. Nadat de kerk op 11 januari 2021 werd gesloten voor de eredienst, is de kruisweg verplaatst naar de Heilige Bonifatiuskerk (Strandkerk) in Cadzand
- zes glas-in-loodramen (ca. 1952) voor het Sint Jacobs Godshuis, Haarlem
- glas-in-loodramen (1954) voor de Koorschool in Haarlem
- glas-in-loodraam (1955) voor het Wit-Gele Kruis in Volendam
- glas-in-loodramen (1955) voor de kapel van het Mariaconvent in Oranjestad
- keramisch gevelreliëf van Maria (1955), OLV Geboortekerk in Hoogmade
- Heilig Hartbeeld (1955-1956) voor de Thomaskerk van Zwolle
- glas-in-loodramen (1955-1957) voor de Sint-Jozefkerk in Bennebroek
- gevelreliëf van de Goede Herder (1956), kapel Servaashof, Stationsweg, Venray
- vijf glas-in-loodramen (1958) voor de zijaltaren en diverse andere ramen (vanaf 1959) in de Johannes de Doperkerk, Katwijk aan den Rijn[3]
- (ontwerp voor) beeld van Martinus van Porres[4]  (1958), klooster Mariaweide, Venlo
- vensters koor en Mariakapel kerk Onze Lieve Vrouw Geboorte, Wormerveer (1961/1963)
- roosvenster (1984), Dorpskerk, Akersloot
- keramisch reliëf van de Goede Herder voor het timpaan boven de entree van de Sint-Jan-de-Doperkerk in Noord-Scharwoude
- glas-in-loodramen voor de OLV Hemelvaartkerk in Heemstede
- glas-in-loodramen voor de Mariakapel van de Sint-Petruskerk te Krommenie

## Fotogalerij

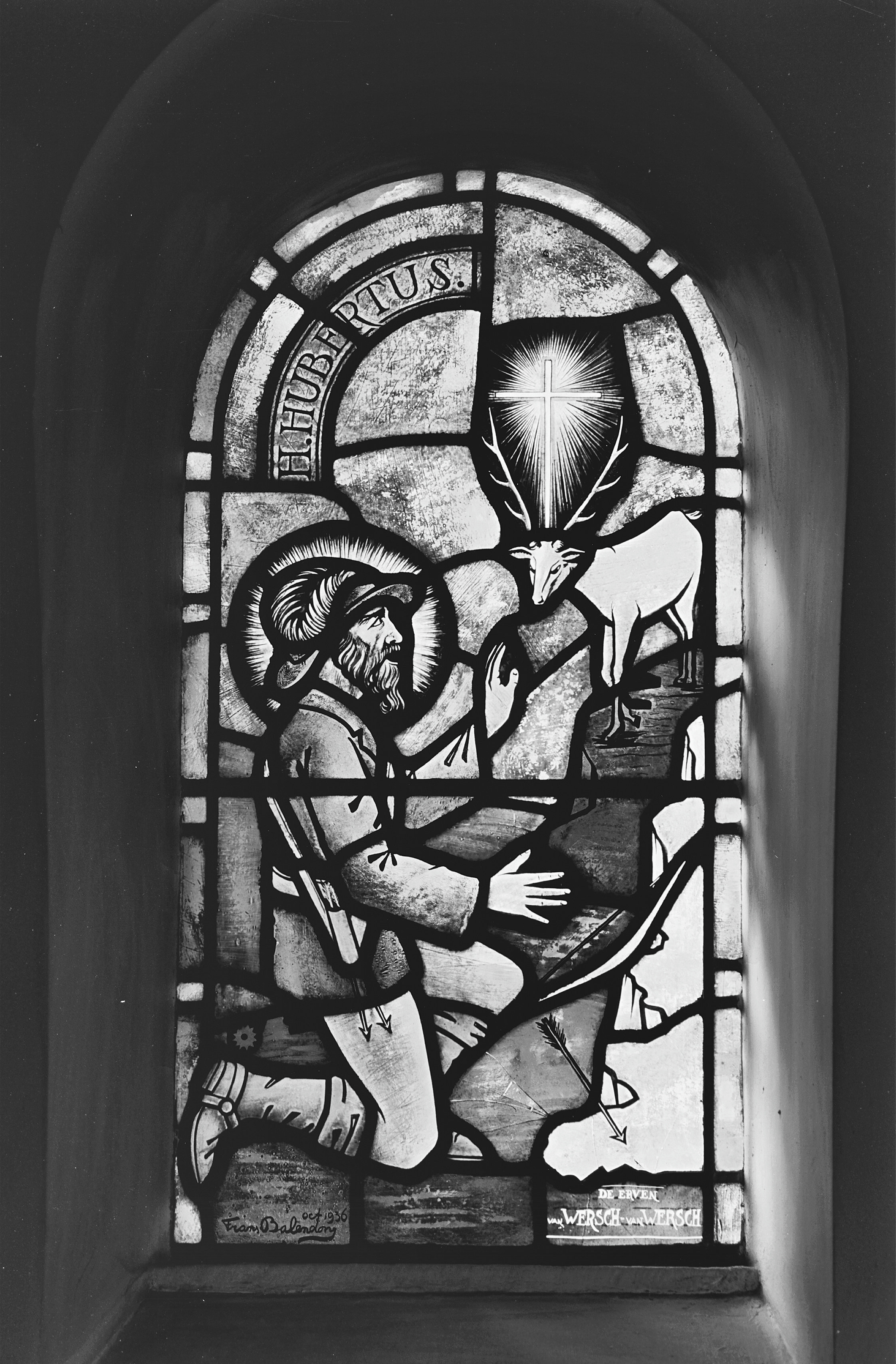
Hubertus (1936)
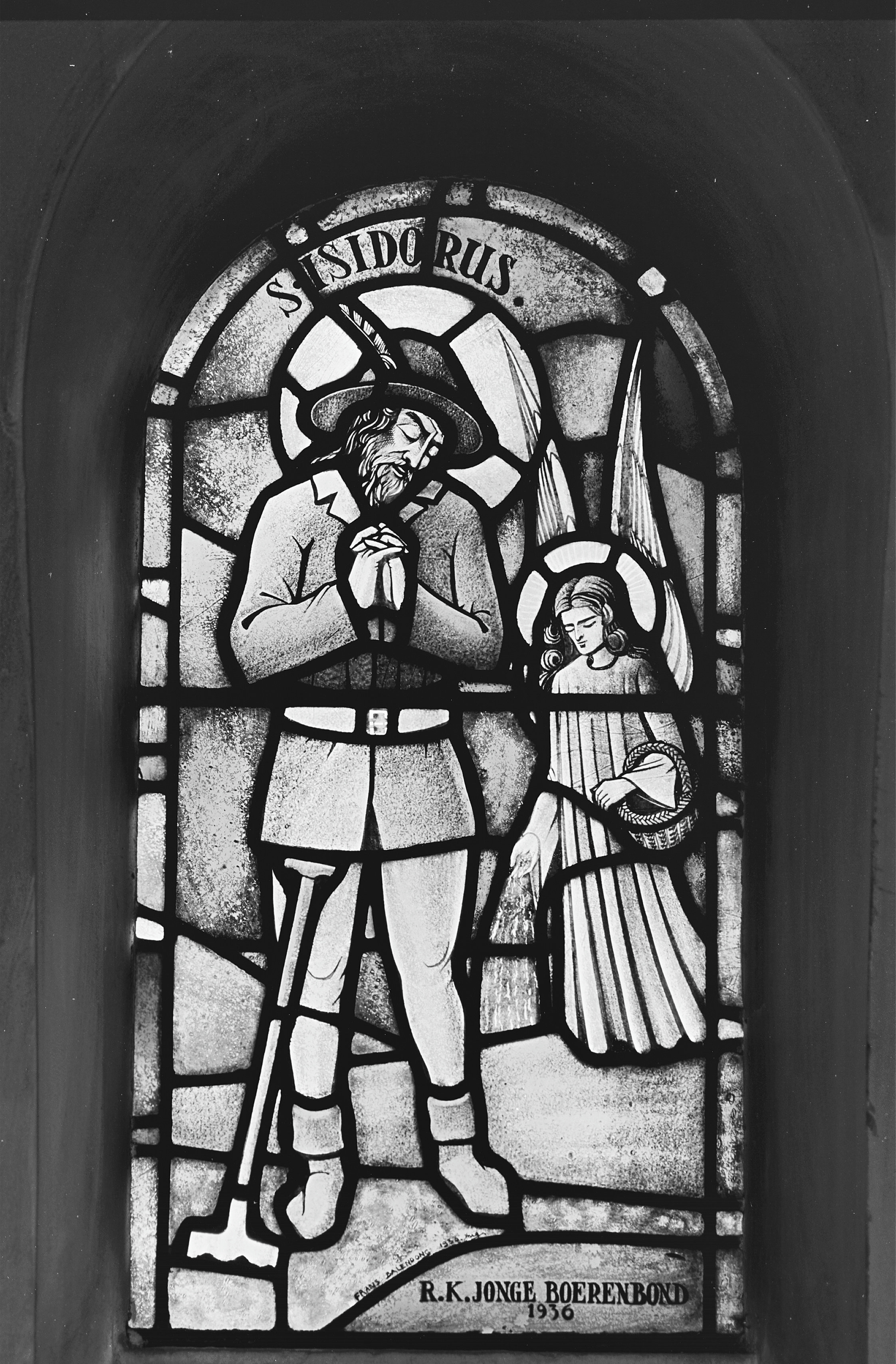
Isidorus (1936)
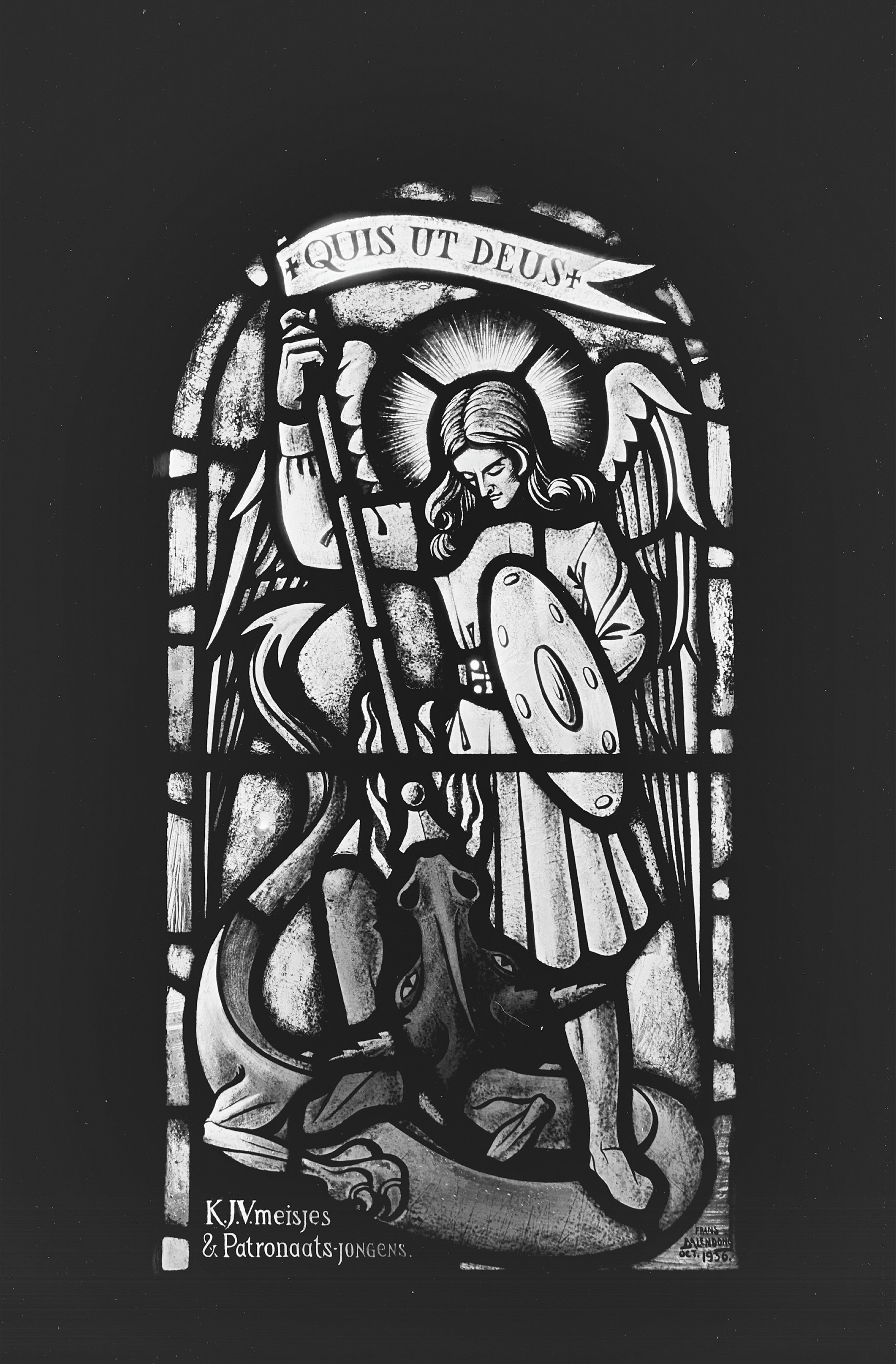
Michael (1936)
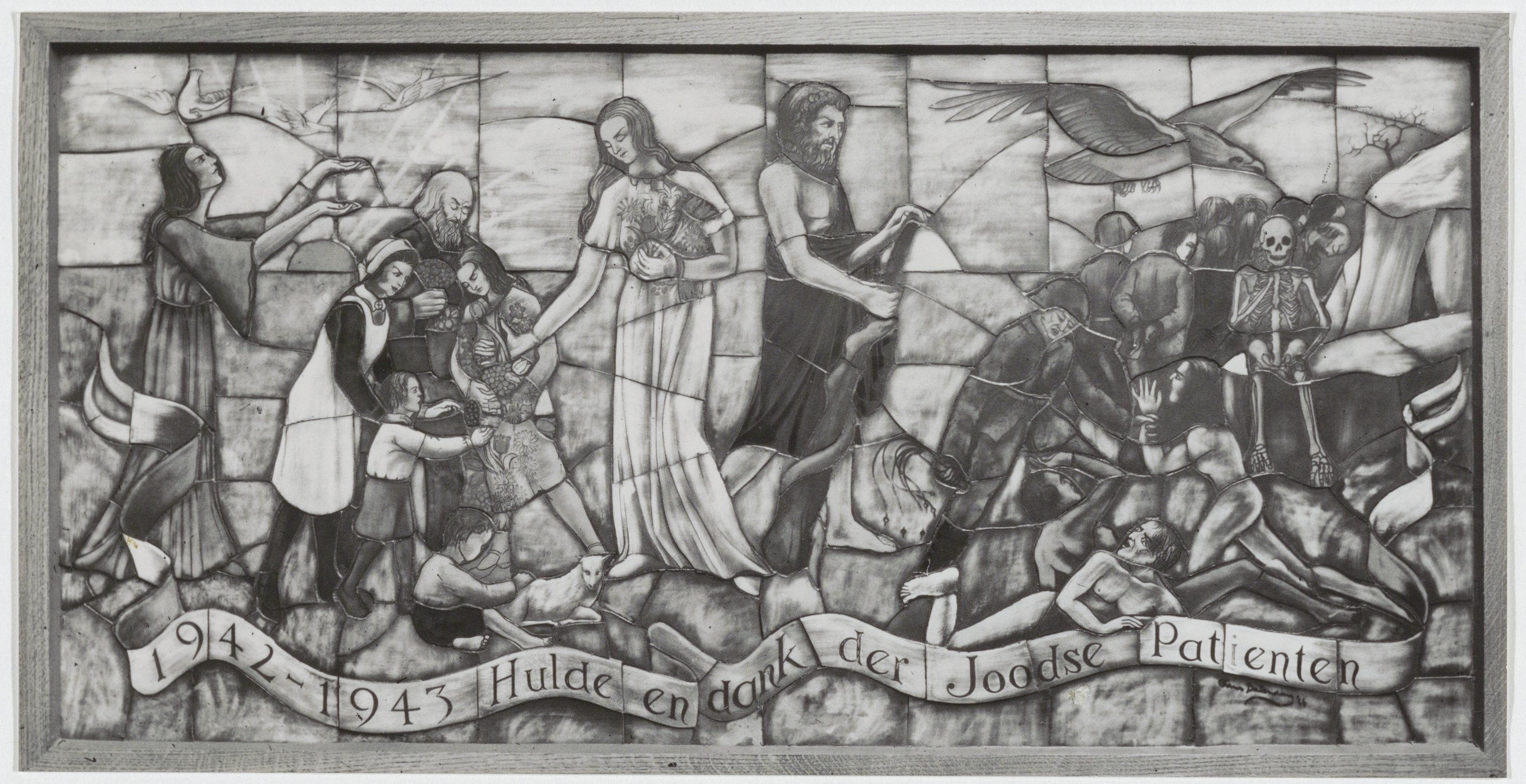
opalinemozaïek (1946) in Santpoort